# Blabomma uenoi
Blabomma uenoi là một loài nhện trong họ Dictynidae.
Loài này thuộc chi Blabomma. Blabomma uenoi được Kap Yong Paik & Takeo Yaginuma miêu tả năm 1969.